# Aeroportul Internațional Guilin Liangjiang
Aeroportul Internațional Guilin Liangjiang (IATA: KWL, ICAO: ZGKL) este un aeroport din Liangjiang Town, Lingui⁠(d), Lingui District⁠(d), Guilin, Guangxi, Republica Populară Chineză ce deservește zona Guilin. Aeroportul a fost tranzitat în 2022 de 1.736.191 de pasageri. A fost deschis în 1996 și numit după zona deservită.
Situat la o altitudine de 174 m, aeroportul dispune de o singură pistă.